# Новозбурьевский сельский совет (Голопристанский район)
Новозбурьевский сельский совет (укр. Новозбур'ївська сільська рада) — входит в состав
Голопристаньского района
Херсонской области
Украины.
Административный центр сельского совета находится в 
с. Новая Збурьевка
.

## Населённые пункты совета
- с. Новая Збурьевка